# Gustavo Boccoli
Pour les articles homonymes, voir Boccoli.
Gustavo Boccoli (en hébreu : גוסטבו בוקולי), né le 16 février 1978 à São Paulo au Brésil, est un footballeur brésilien naturalisé israélien, qui évolue au poste de milieu droit. 
Il joue la majeure partie de sa carrière pour le club israélien du Maccabi Haïfa.

## Biographie

### Carrière
Boccoli arrive en Israël en 2001, en provenance du club du Paraná Clube, où il joue une saison. Il signe à l'Hapoël Ramat Gan, où il reste un an, avant d'être transféré à l'Hakoah Ramat Gan, où il reste aussi un an.
Un an plus tard, il signe au Maccabi Ahi Nazareth, avec qui il dispute sa première saison en première division. En 2004, il signe dans l'un des deux grands clubs du pays, le Maccabi Haïfa. Il y remporte le championnat 2004/2005. Boccoli est nommé « footballeur de l'année » de la Ligat HaAl en 2006, après avoir marqué 12 buts, donné 9 passes décisives et aidé le Maccabi Haifa à gagner son troisième championnat d'affilée ainsi qu'une Coupe Toto.
Avec le Maccabi Haïfa, il remporte quatre fois le championnat et deux fois la Toto Cup.

### Statut juridique en Israël
Boccoli parle l'hébreu couramment, et anime une émission de cuisine hebdomadaire sur l'émission de radio de Benny Basan appelé « Benny in the Radio » sur Galeï Tsahal. Après plusieurs tentatives de demande de citoyenneté, il reçoit un statut de résident temporaire. Le 7 juillet 2013, il reçoit le statut de résident permanent ainsi qu'une carte d'identité israélienne. Le 7 décembre 2013, il reçoit enfin la pleine citoyenneté israélienne.

## Palmarès
- Avec le Maccabi Haïfa :
  - champion d'Israël en 2005, 2006, 2009 et 2011
  - vainqueur de la Toto Cup en 2006 et 2008.